# عباس کریمی قهرودی
عباس کریمی قهرودی (۱ اردیبهشت ۱۳۳۶ – ۲۴ اسفند ۱۳۶۳) نظامی ایرانی بود که در خلال جنگ ایران و عراق از فرماندهان میانی سپاه پاسداران انقلاب اسلامی به‌شمار می‌آمد و به‌عنوان چهارمین فرمانده لشکر ۲۷ محمد رسول‌الله فعالیت می‌کرد. وی در خلال اجرای عملیات بدر، بر اثر برخورد ترکش خمپاره با سرش در منطقه شرق دجله، کشته شد.

## زندگی‌نامه
عباس کریمی در سال ۱۳۳۶ در قهرود، کاشان زاده شد  و دوران ابتدایی و هنرستان را در این روستا به گذراند. بعد از اخذ دیپلم در رشته نساجی، در سال ۱۳۵۵ به سربازی رفت. دوران خدمت وظیفه او با وقوع انقلاب ۱۳۵۷ هم‌زمان بود. با وجود خفقان شدید حاکم بر مراکز نظامی، اعلامیه‌های روح‌الله خمینی را مخفیانه به پادگان عباس‌آباد تهران منتقل و آنها را پخش می‌کرد. پس از فرمان روح‌الله خمینی، خدمت سربازی خود را رها کرد و به صف انقلابیون پیوست و در جریان ورود روح‌الله خمینی به ایران جزو نیروهای انتظامی کمیته استقبال بود.

## پس از انقلاب و در جنگ
به هنگام تأسیس سپاه پاسداران کاشان در بهار سال ۱۳۵۸ به عضویت سپاه درآمد و در قسمت اطلاعات مشغول شد. در تابستان سال ۱۳۵۹ داوطلبانه عازم کردستان شد و در سپاه پیرانشهر با واحد اطلاعات عملیات همکاری کرد. پس از مدتی، به عنوان مسئول اطلاعات عملیات این سپاه معرفی شد. عباس کریمی بعدها همراه احمد متوسلیان و رضا چراغی به جبهه‌های جنوب منتقل شد و به عنوان مسئول اطلاعات عملیات تیپ ۲۷ محمد رسول‌الله به فعالیت خود ادامه داد.
وی در عملیات فتح‌المبین از ناحیه پا بشدت مجروح شد و حدود ۲ ماه بستری بود و در این ایام (به توصیه پدرش) مقدمات ازدواج خود را فراهم کرد. در ۲۱ مهر سال ۱۳۶۱ با دختری از شهر خودش کاشان ازدواج کرد. در تیرماه ۱۳۶۱ در عملیات مسلم بن عقیل شرکت کرد.
در عملیات والفجر مقدماتی به عنوان مسئول اطلاعات سپاه ۱۱ قدر (که تازه تشکیل شده بود) معرفی شد و مدتی نیز فرماندهی تیپ ۳ سلمان لشکر ۲۷ حضرت رسول را برعهده داشت.
کریمی با کشته‌شدن محمد ابراهیم همت در عملیات خیبر، از اواخر اسفند ۱۳۶۲ فرماندهی لشکر ۲۷ محمد رسول‌الله را برعهده گرفت.

## کشته شدن
عباس کریمی در روز ۲۴ اسفند ۱۳۶۳ در حالی که آخرین دستور ابلاغی از جانب قرارگاه را در عملیات بدر (منطقه شرق دجله و شمال القرنه) اجرا می‌کرد بر اثر اصابت ترکش خمپاره به ناحیه سرش، کشته شد. 
کریمی طبق وصیت خودش در قطعه ۲۴ بهشت زهرا در نزدیکی مزار مصطفی چمران دفن شد.

## از نگاه دیگران
حسین انصاریان می‌گوید:
توی یکی از مجالس دعا و مداحی ام برای رزمندگان، متوجه ناآرامی و بی‌قراری یکی از بسیجی‌ها شدم… بعد از دعا سراغ فرمانده لشکر را گرفتم. می‌خواستم راجع به آن جوان ازش بپرسم، اما انتظار نداشتم همان جوان را به عنوان فرمانده لشکر به من معرفی کنند.